# Die gute alte Zeit
Die gute alte Zeit ist eine US-amerikanische Filmkomödie von William Beaudine aus dem Jahre 1934. Die Hauptrolle spielt Starkomiker W. C. Fields, der ebenfalls für das Drehbuch verantwortlich zeichnete.

## Handlung
1897: Der aufgeblasene Theaterschauspieler und -regisseur The Great McGonigle tingelt mit seiner drittklassigen Schauspieltruppe durch die Kleinstädte der USA. Da McGonigles Theatervorstellungen kaum Publikum finden, müssen er und seine Schauspieler regelmäßig vor Gläubigern und Sheriffs flüchten. Die Schauspieler werden schon lange wegen ihrer Gage hingehalten und sind stets kurz vor der Rebellion, während McGonigles liebevolle Tochter Betty und sein einfältiger Manager Marmaduke ihm trotz seines eher windigen Charakters treu zur Seite stehen. Betty bekommt von einem theaterbegeisterten Verehrer namens Wally Livingston der Hof gemacht. Sie wehrt aber trotz Sympathie seine Annäherungsversuche ab, da Wally ihrer Meinung nach nicht in die Theaterwelt gehöre und lieber dem Wunsch seines wohlhabenden Vaters Mr. Livingston, aufs College zu gehen, folgen solle. Nach einer beschwerlichen Zugreise für fast alle Beteiligten (nur McGonigle hatte durch Betrügereien als einziger aus der Truppe einen Schlafwaggon ergattert) landen sie in einer weiteren Kleinstadt, wo sie das populäre Melodram The Drunkard aufführen wollen.
In der Kleinstadt trifft McGonigle auf die aufdringliche Witwe Cleopatra Pepperday, die trotz mangelnden Talentes unbedingt bei McGonigles Truppe mitsingen will und sich zu McGonigle hingezogen fühlt. Er lehnt anfangs Cleopatras Avancen ab, bis er erfährt, dass sie die reichste Frau der Kleinstadt ist, und fortan möchte er „ihr Marcus Antonius sein“. Einzig mit Cleopatras garstigem kleinen Sohn Albert, der ihn beim Essen auf alle möglichen Weisen demütigt, kann er sich keineswegs anfreunden. McGonigle hat einen Rivalen bei Cleopatra, den örtlichen Sheriff Walter Jones ist mit Cleopatra verlobt, auch er ist nur am Geld interessiert. McGonigle gewinnt die Unterstützung von Cleopatra, als er ihr einen Auftritt in seiner Show verspricht. 
Unterdessen bekommt Wally Livingston seine Chance als Schauspieler und Sänger in The Drunkard aufzutreten, nachdem ein anderer Schauspieler bei McGonigle wegen der fehlenden Bezahlung kündigt. Jedoch ist inzwischen Wallys Vater Mr. Livingston im Ort aufgetaucht, der alles andere als erfreut ist, dass sein Sohn – anstatt auf das College zu gehen – einer Schauspieltruppe hinterherreist und mit Betty die Tochter eines abgebrannten Künstlers heiraten will.
Am Abend erscheint die Bevölkerung zahlreich zu McGonigles Aufführung, weil alle sehen möchten, wie Cleopatra Pepperday – im Ort offenbar nicht beliebt – sich mit ihrem Cameo-Auftritt im Stück blamiert. Damit das Stück aufgeführt werden und sie auftreten kann, bezahlt Cleopatra sämtliche Schuldrechnungen, die im Laufe des Abends für McGonigle eintrudeln. Er denkt jedoch nicht daran, sie auftreten zu lassen: Cleopatra studiert die gesamte Zeit überschwänglich ihren einzigen Satz "Here comes the prince", doch im Stück gibt es überhaupt keinen Prinzen, sodass sie am Ende des Stückes heulend mit ihrem Verlobten, dem Sheriff, das Gebäude verlässt. Der Auftritt von Wally im Stück überzeugt dagegen, und sein Vater zeigt sich beeindruckt vom Talent seines Sohnes. Auch die Skepsis von Mr. Livingston gegenüber Betty erweicht, als er erfährt, dass sie immer versucht hat, Wally zum Besuch des Colleges zu bewegen. Am Ende des erfolgreichen Abends führt der große McGonigle seinen Akt als Jongleur auf.
Hinter der Bühne erfährt McGonigle, dass seine Geldgeber die Tournee wegen ihres bisherigen Misserfolges abgesagt haben. Mr. Livingston mag mittlerweile zwar Betty, verabscheut aber immer noch McGonigle und will ihn nicht in seiner direkten Familie haben. Als McGonigle das hört, überzeugt er seine Tochter, sich von ihm loszueisen und Wally zu heiraten. Er erzählt Wally und Betty, dass er es nun am Broadway in New York versuchen werde. McGonigle und Marmaduke stehlen sich noch in der Nacht aus ihrer Pension bei Mrs. Wendelschaffer, damit sie diese nicht bezahlen müssen. Betty erhält wenig später einen Brief vom Vater, dass er nun Theatererfolge in New York feiere. In Wahrheit verkaufen der große McGonigle und Marmaduke jedoch an arglose Passanten Alkohol als ein angebliches Wundermittel gegen Heiserkeit.

## Hintergrund

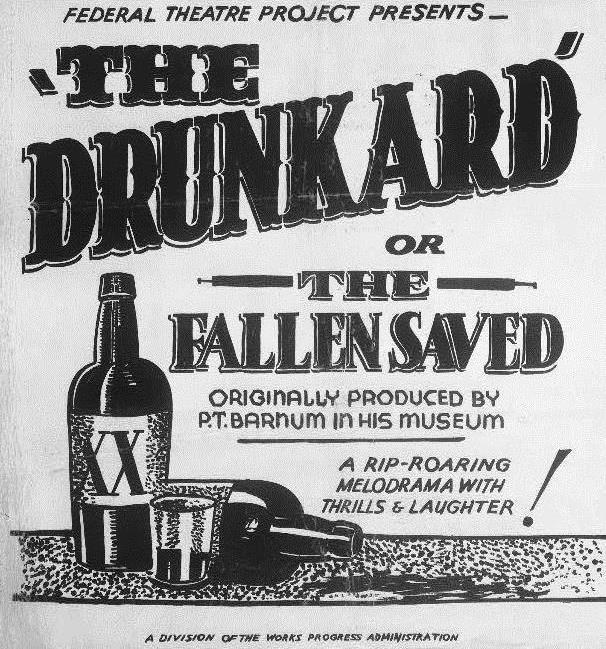
Ein Poster für eine Produktion des Stückes

Dass Fields mit William H. Smiths Stück The Drunkard aus dem Jahr 1844 ausgerechnet eines der erfolgreichsten Stücke der Abstinenzbewegung aufführte, hat eher einen ironischen Charakter: In Wahrheit waren er selbst als auch seine Filmfiguren dem Alkohol sehr zugeneigt, was eine Art Running Gag bei Fields war. Wie bereits in seinem Kurzfilm The Fatal Glass of Beer (1933) machte er sich über den moralisierenden Charakter der Abstinenzstücke lustig.
In seiner fünfminütigen Vaudeville-Szene im Film stellt er sein Talent als Jongleur eindrucksvoll unter Beweis. Er galt über Jahre als einer der besten Jongleure weltweit, in seinen Filmen jonglierte er hingegen nur selten. Der Film ist auch eine Hommage von Fields an seine Anfangstage als Entertainer in den Vaudeville-Theatern der 1890er-Jahre, zumal der Film mit der 1897 angesiedelten Handlung in derselben Epoche spielt.
Die Schauspielerin Jan Duggan gibt in Die gute alte Zeit mit 53 Jahren ihr auffälliges Filmdebüt als Cleopatra Pepperday. Sie wurde von Fields in einer Parodie von The Drunkard in Los Angeles gefunden und sollte mit dem Komiker noch in weiteren Filmen spielen. Über Cleopatras Aussehen spricht Fields auch das vielleicht bekannteste Zitat des Filmes, She's all dressed up like a well-kept grave!.

## Kritiken
Das Filmdienst urteilt: „Ein Spektakel voller Spannung und Belustigung, fesselnd vor allem durch die ausgezeichnete Darstellung.“